# Anilios broomi
Anilios broomi är en ormart som beskrevs av Boulenger 1898. Anilios broomi ingår i släktet Anilios och familjen maskormar. Inga underarter finns listade i Catalogue of Life.
Denna orm förekommer i nordöstra Queensland (Australien), delvis på Kap Yorkhalvön. Den lever i fuktiga landskap. Honor lägger ägg.
För beståndet är inga hot kända. I utbredningsområdet ingår flera skyddszoner. IUCN listar arten som livskraftig (LC).